# Indice de complexité Nelson

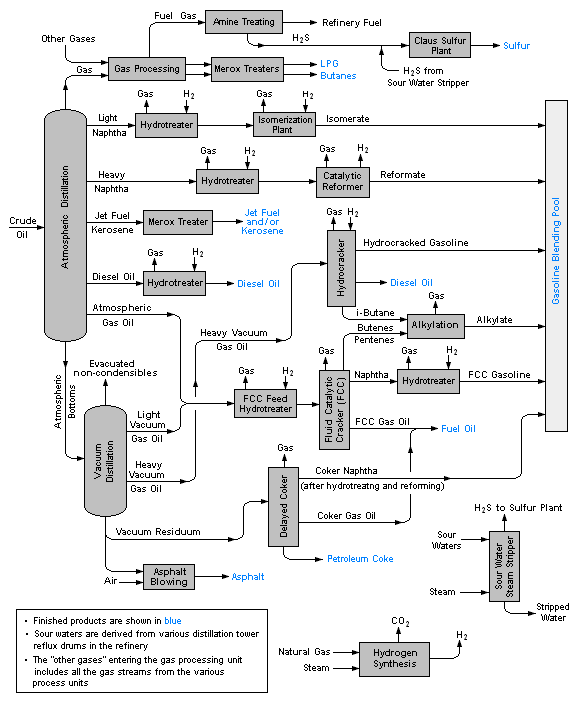
Schéma de procédé d'une raffinerie particulièrement complexe.

L'indice de complexité Nelson est une mesure de la capacité de conversion secondaire et profonde d'une raffinerie de pétrole. Cet indice fournit une mesure simple d'emploi pour comparer des raffineries plus ou moins sophistiquées.

## Historique
L'indice a été introduit par Wilbur L. Nelson dans une série d'articles publiés par le Oil & Gas Journal de 1960 à 1976.

## Définition
La définition est la formule suivante :
{\displaystyle NCI=\sum _{i=1}^{N}F_{i}\cdot {\frac {C_{i}}{C_{\text{CDU}}}}}
Dans cette formule :
- {\displaystyle F_{i}} est un facteur de complexité ;
- {\displaystyle C_{i}} est la capacité d'une unité de conversion ;
- {\displaystyle C_{\text{CDU}}} est la capacité de la colonne de distillation de pétrole brut (entrée de la raffinerie) ;
- {\displaystyle N} est le nombre d'unités de conversions.

Voici les valeurs de {\displaystyle F_{i}} pour différentes unités de traitement de pétrole :
| Technologie                | Valeur |
| -------------------------- | ------ |
| Distillation atmosphérique | 1      |
| Distillation sous vide     | 2      |
| Reformage catalytique      | 5      |
| Craquage catalytique       | 6      |
| Hydrocraquage              | 6      |
| Cokéfaction                | 6      |
| Alkylation                 | 10     |
| Lubrifiants                | 60     |

Par exemple, soit une raffinerie possédant une colonne de distillation atmosphérique ({\displaystyle F_{i}=1}) d'une capacité de 100 000 barils par jour, une colonne de distillation sous vide ({\displaystyle F_{i}=2}) de 60 000 barils par jour et une unité de reformage catalytique ({\displaystyle F_{i}=5}) de 30 000 barils par jour. L'indice de complexité est alors de :
{\displaystyle NCI=1\cdot {\frac {100}{100}}+2\cdot {\frac {60}{100}}+5\cdot {\frac {30}{100}}=3,7}

## Statistiques
Dans la deuxième édition du livre Petroleum Refinery Process Economics (2000), Robert Maples note que la moyenne des indices de complexité des raffineries américaines est de 9,5, contre 6,5 en Europe.
Parmi les raffineries les plus complexes du monde, sont la raffinerie de Jamnagar en Inde, avec un indice de 14 ainsi que la raffinerie de Texas City (anciennement BP, rachetée par Marathon Oil), qui établit un nouveau record en 2013 avec un indice de 15,3[réf. souhaitée].